# إيان كلارك (كرة سلة)
إيان كلارك (بالإنجليزية: Ian Clark) مواليد 7 مارس 1991 في ممفيس، هو لاعب كرة سلة محترف أمريكي بدأ مسيرته الاحترافية في سنة 2013 يلعب مع فريق غولدن ستايت ووريورز في الرابطة الوطنية لكرة السلة ويحمل الرقم 21. يبلغ طوله 6 قدم 3 بوصة (1.9 م).

## فرق لعب لها
- يوتاه جاز
- دنفر ناغتس
- غولدن ستايت ووريورز

## إحصائيات المسيرة

### الموسم الاعتيادي
| السنة   | الفريق              | لعب | بدأ | دقيقة | ميداني% | ثلاثية | حرة   | ارتداد | صنع | استلاب | تصدي | نقطة |
| ------- | ------------------- | --- | --- | ----- | ------- | ------ | ----- | ------ | --- | ------ | ---- | ---- |
| 2013–14 | يوتاه جاز           | 23  | 0   | 7.5   | .388    | .355   | .714  | .8     | .7  | .3     | .1   | 3.0  |
| 2014–15 | يوتاه جاز           | 23  | 0   | 7.0   | .341    | .360   | 1.000 | .6     | .4  | .3     | .1   | 1.9  |
| 2014–15 | دنفر ناغتس          | 7   | 0   | 4.4   | .364    | .200   | 1.000 | .4     | .3  | .4     | .1   | 1.9  |
| 2015–16 | غولدن ستايت ووريورز | 66  | 1   | 8.8   | .441    | .357   | .824  | 1.0    | 1.0 | .3     | .2   | 3.6  |
| المسيرة | المسيرة             | 119 | 1   | 7.9   | .414    | .352   | .840  | .9     | .8  | .3     | .2   | 3.0  |

## روابط خارجية
- إيان كلارك على موقع إن بي أي (الإنجليزية)
- إيان كلارك على موقع سبورتس رفرنس (الإنجليزية)
- إيان كلارك على موقع كرة السلة الأوروبية.كوم (الإنجليزية)
- إيان كلارك على موقع إي إس بي إن.كوم (الإنجليزية)
- إيان كلارك على موقع كلية كرة السلة في سبورتس رفرنس.كوم (الإنجليزية)
- إيان كلارك على موقع ريلجم (الإنجليزية)
- إيان كلارك على موقع بروبوليرز (الإنجليزية)
- إيان كلارك على موقع سبورتس رفرنس (الإنجليزية)
- إيان كلارك على موقع سبورتس رفرنس (الإنجليزية)